# Bassignac-le-Bas
Bassignac-le-Bas ist eine französische Gemeinde mit 82 Einwohnern (Stand 1. Januar 2022) im Département Corrèze in der Region Nouvelle-Aquitaine. Die Einwohner nennen sich Bassignacois(es).

## Geografie
Die Gemeinde liegt im Zentralmassiv südlich der Dordogne  in der Xaintrie. Die Präfektur des Départements Tulle befindet sich ungefähr 40 Kilometer nördlich und Argentat gut zehn Kilometer nordöstlich sowie Beaulieu-sur-Dordogne rund acht Kilometer südlich.
Nachbargemeinden von Bassignac-le-Bas sind Monceaux-sur-Dordogne im Norden, Reygade im Osten,  Altillac im Süden Brivezac im Westen sowie Chenailler-Mascheix im Nordwesten.

## Wappen
Blasonierung: In Blau drei goldene Schrägbalken; in der goldenen Vierung sechs rote Schrägbalken.

## Einwohnerentwicklung
| Jahr      | 1962 | 1968 | 1975 | 1982 | 1990 | 1999 | 2007 | 2017 |
| Einwohner | 170  | 212  | 165  | 156  | 132  | 105  | 94   | 91   |